# Labette
Labette is een plaats (city) in de Amerikaanse staat Kansas, en valt bestuurlijk gezien onder Labette County.

## Demografie
Bij de volkstelling in 2000 werd het aantal inwoners vastgesteld op 68.
In 2006 is het aantal inwoners door het United States Census Bureau geschat op eveneens 68.

## Geografie
Volgens het United States Census Bureau beslaat de plaats een oppervlakte van
0,6 km², geheel bestaande uit land. Labette ligt op ongeveer 254 m boven zeeniveau.

## Plaatsen in de nabije omgeving
De onderstaande figuur toont nabijgelegen plaatsen in een straal van 20 km rond Labette.